# La Khê
La Khê là một phường thuộc quận Hà Đông, thành phố Hà Nội, Việt Nam.
Trên địa bàn phường có làng La Khê nổi tiếng với nghề dệt the lụa có từ thế kỉ XVII.

## Địa lý
Phường La Khê có địa giới hành chính:
- Phía đông giáp các phường Quang Trung, Hà Cầu và Vạn Phúc
- Phía tây giáp các phường Dương Nội và Yên Nghĩa
- Phía nam giáp phường Phú La
- Phía bắc giáp quận Nam Từ Liêm.

Phường La Khê có diện tích 2,60 km², dân số năm 2008 là 12.935 người, mật độ dân số đạt 4.980 người/km².

## Lịch sử
La Khê xưa vốn là một làng thuộc tổng La Nội, huyện Từ Liêm, phủ Quốc Oai, trấn Sơn Tây. Đến năm 1831, huyện Từ Liêm chuyển về thuộc phủ Hoài Đức, tỉnh Hà Nội.
Tháng 7 năm 1949, làng La Khê hợp nhất với các làng Cầu Đơ, Văn Phú và Văn La thành xã Văn Khê thuộc huyện Hoài Đức.
Tháng 4 năm 1955, tách thôn Cầu Đơ của xã Văn Khê để hợp với thôn Hà Trì của xã Kiến Hưng lập thành xã Hà Cầu thuộc thị xã Hà Đông.
Ngày 15 tháng 9 năm 1969, xã Văn Khê được sáp nhập vào thị xã Hà Đông.
Ngày 27 tháng 12 năm 2006, xã Văn Khê thuộc thành phố Hà Đông mới thành lập.
Ngày 1 tháng 3 năm 2008, Chính phủ ban hành Nghị định 23/2008/NĐ-CP. Theo đó, thành lập phường La Khê trên cơ sở điều chỉnh 222,21 ha diện tích tự nhiên và 9.178 người của xã Văn Khê; 10,09 ha diện tích tự nhiên và 3.660 người của phường Quang Trung; 27,44 ha diện tích tự nhiên và 97 người của xã Yên Nghĩa.
Sau khi thành lập, phường La Khê có 259,74 ha diện tích tự nhiên, dân số là 12.935 người.